# Ильичёв, Максим Станиславович
Максим Станиславович Ильичёв (род. 4 марта 2006, Уфа) — российский хоккеист, нападающий.

## Биография
Начинал заниматься хоккеем в «Салавате Юлаеве», затем — в подольском «Витязе» (2020—2021), омском «Авангарде» (2021—2022). С сезона 2022/23 — игрок команды МХЛ «Русские витязи». 5 января 2025 года в гостевом матче против СКА (2:5) дебютировал в КХЛ в составе «Витязя». 4 июля 2025 года подписал контракт с «Салаватом Юлаевым» на два года.